# Suze (Arroux)
Die Suze ist ein kleiner Fluss in Zentral-Frankreich, der im Département Côte-d’Or der Region Bourgogne-Franche-Comté südwestlich der Stadt Dijon verläuft.

## Geographie

### Verlauf
Der Fluss entspringt unter dem Namen Ruisseau de Liernais im Ortsgebiet von Liernais, entwässert generell nach Südosten, zunächst an der Grenze des Regionalen Naturpark Morvan und mündet schließlich nach rund 18 Kilometern im Gemeindegebiet von Voudenay als rechter Nebenfluss in den Arroux. Im Oberlauf quert die Suze die Schnellfahrstrecke LGV Sud-Est.

### Orte am Fluss
(Reihenfolge in Fließrichtung)
- Liernais
- Chappe, Gemeinde Censerey
- Vianges
- Chauvirey, Gemeinde Diancey
- Les Bordes, Gemeinde Marcheseuil
- Suze, Gemeinde Marcheseuil
- Sansange, Gemeinde Voudenay